# Tanja Nežmah Dolinšek
Tanja Nežmah Dolinšek [tanja néžmah dolinšek], slovenska pesnica, * 16. junij 1970, Kranj.

## Življenje in delo
Tanja Nežmah Dolinšek se je rodila 16. junija 1970 v Kranju. V otroštvu je živela  v Kranju, zdaj živi v vasi blizu Kranja, Trboje. Zaposlena je v svojem samostojnem podjetju. Leta 2006 je izdala zbirko pesmi za odrasle Angel brez kril, ki jo je uredila Mira Delavec. Pesmi piše priložnostno, v svojem prostem času.